# Železné plíce

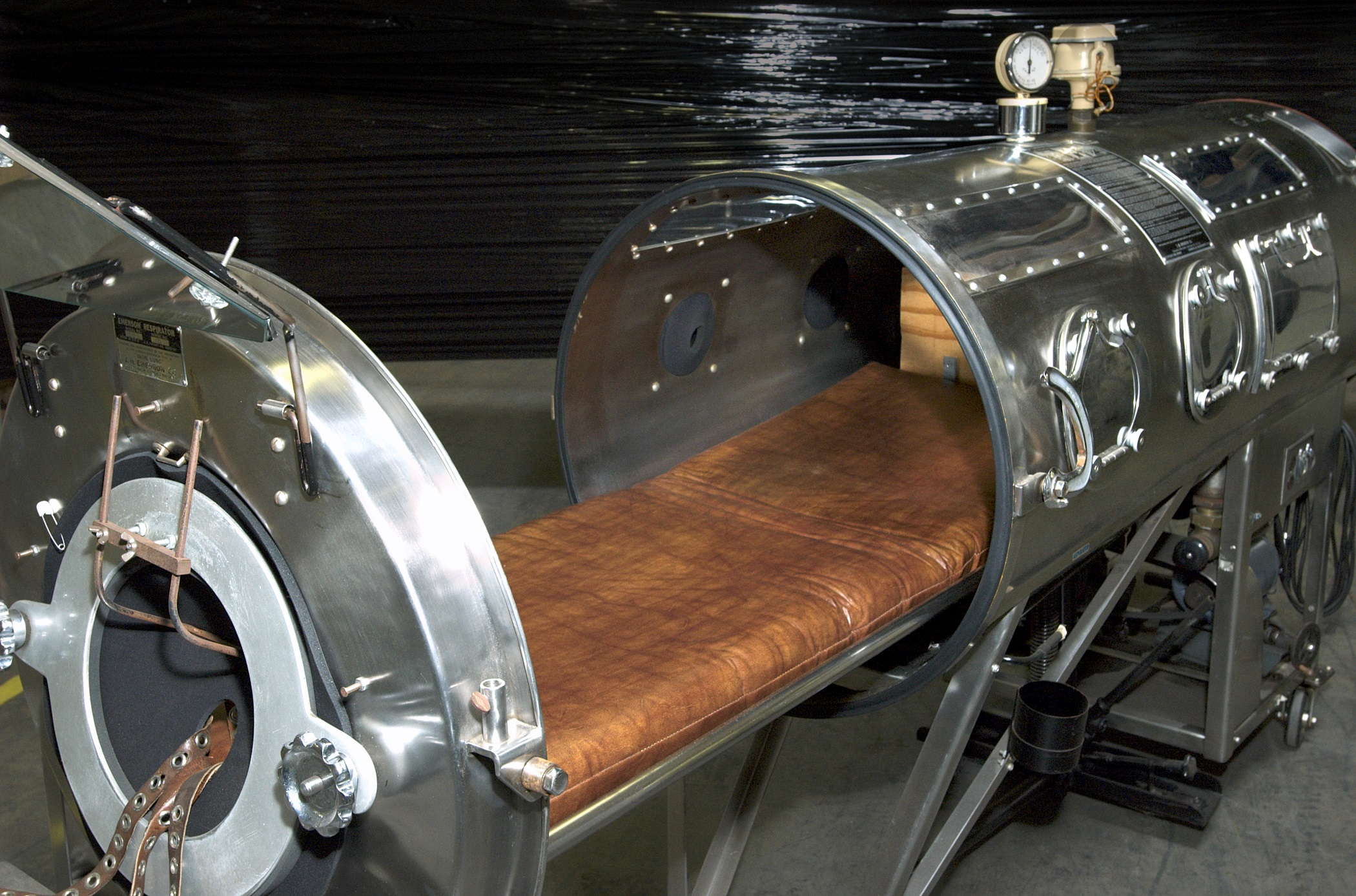
Celotělové železné plíce ze Spojených států

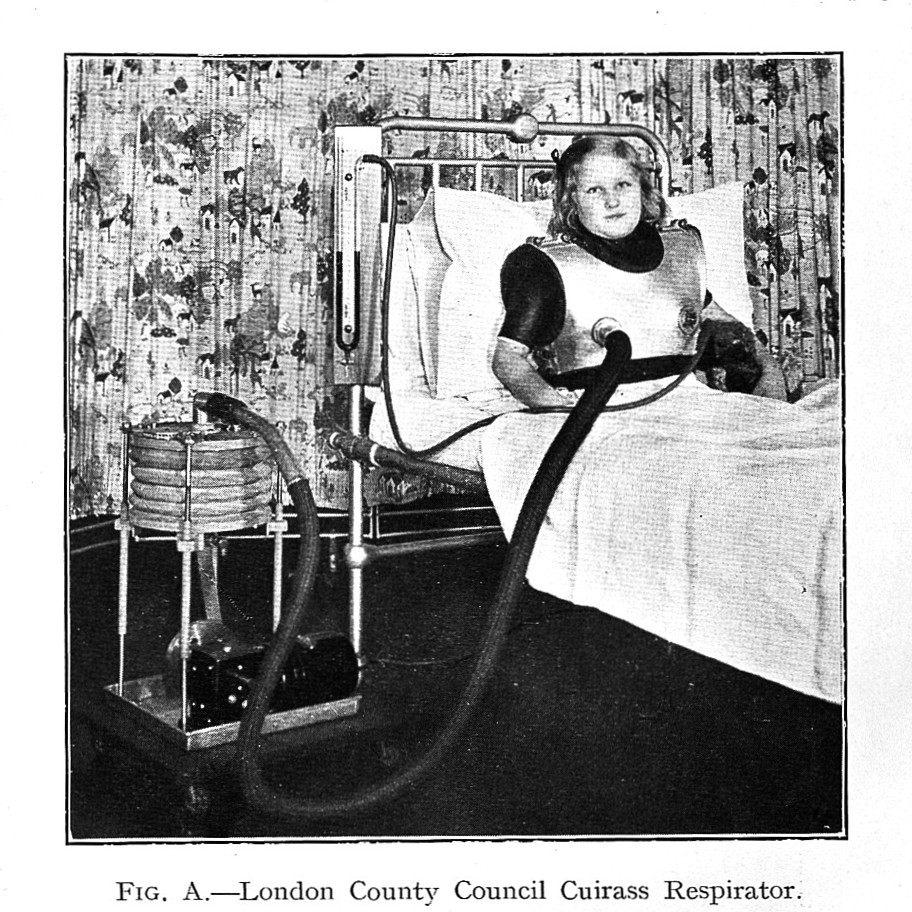
Kyrysové železné plíce, umožňující více komfortu pro pacienta

Železné plíce jsou typ ventilátoru (přístroje pro mechanickou ventilaci). Přístroj používá podtlaku (Negative Pressure Ventilation NPV). 
Některé přístroje  obklopovaly téměř celé tělo pacienta, ale existovaly i typy obalující pouze samotný hrudník. Dýchání je usnadněno pomocí změn tlaku v uzavřeném prostoru. Je využíván k podpoře dýchání při ztrátě kontroly nad dýchacími svaly. Železné plíce byly používány především v době epidemií dětské obrny v polovině 20 století.
V moderní medicíně se využití železných plic považuje za zastaralé, přestože metoda NPV odpovídá normálnímu (fyziologickému) dýchání.  V souvislosti pandemií covidu-19 bylo uvažováno o využití železných plic jakožto lacinější a rychle vyrobitelná alternativa k ventilátorům s pozitivním tlakem.

## Design a funkce

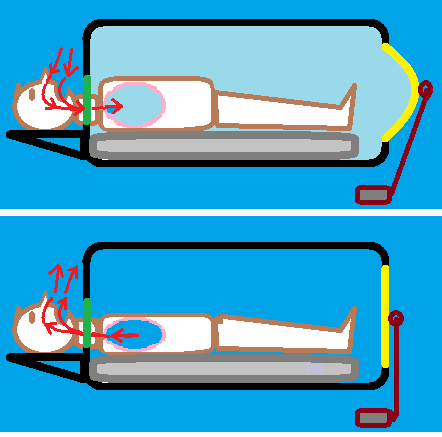
Grafické znázornění změn tlaku uvnitř železných plic. Šipkami je znázorněn směr proudění vzduchu při nádechu a výdechu.

Jedná se o válec, ve kterém pacient leží tak, že má hlavu prostrčenou dírou na jedné straně, zbytek těla se nachází uvnitř. Hlava je vystavena atmosférickému tlaku. Ke stimulování dýchání dochází opakovanou změnou tlaku uvnitř válce.